# حسيف
حِسَّيف جنس من النباتات وحيد النوع، وهي جنبة معمرة شائكة أبيدة موطنها جنوب شرق أوروبا وآسيا الصغرى. وهو نبات قزم وشبيه بالصحة يصل ارتفاعه إلى 10. مناسبة للحدائق الصخرية والحدود. الأوراق خضراء داكنة. تظهر الأزهار في مجموعات نهائية من اللون الوردي الوردي على شكل جرس في أوائل الصيف.
الزراعة يفضل النبات الخث الرملي الخالي من الجير. تتكاثر من البذور أو العقل أو الانقسام.